# Kacper Trelowski
Kacper Trelowski, né le 19 août 2003 à Częstochowa en Pologne, est un footballeur polonais qui évolue au poste de gardien de but au Raków Częstochowa.

## Biographie

### En club
Né à Częstochowa en Pologne, Kacper Trelowski est notamment formé par le Raków Częstochowa, qu'il rejoint en 2014. Appelé pour la première fois en équipe première en 2019, il fait finalement ses débuts en professionnels au Sokół Ostróda (en), où il est prêté en février 2021, jusqu'à la fin de la saison.
Il est intégré à l'équipe première du Raków Częstochowa lors de la saison 2021-2022, où il est notamment la doublure de Vladan Kovačević. Il prolonge son contrat avec le Raków Częstochowa le 15 février 2022, étant alors lié au club jusqu'en juin 2025.
Kacper Trelowski remporte la Coupe de Pologne, jouant la finale le 2 mai 2022 contre le Lech Poznań. Il est titularisé et son équipe s'impose sur le score de trois buts à un,.
Le 28 juin 2023, Kacper Trelowski est prêté au Śląsk Wrocław pour une saison.

### En sélection
En septembre 2021, Kacper Trelowski est appelé pour la première fois avec l'équipe de Pologne espoirs. Il joue son premier match avec cette sélection le 27 septembre 2022 contre la Lettonie. Il est titularisé et les deux équipes se neutralisent (1-1 score final).

## Palmarès
Raków Częstochowa
- Coupe de Pologne (1) :
  - Vainqueur : 2021-22.